# Alena Kyselicová
Alena Mejzlíková-Kyselicová, nota anche con il soprannome Ajka (Trenčianske Teplice, 14 novembre 1957), è un'ex hockeista su prato e allenatrice ceca, rappresentante della nazionale femminile della Cecoslovacchia alle Olimpiadi estive del 1980 a Mosca, dove ha vinto la medaglia d'argento. Dichiarata per due volte giocatrice dell'anno, ha vinto per cinque volte il titolo di campionessa nazionale con lo Slavia Praga.

## Biografia
Alena Kyselicová (in seguito Mejzlíková) ha iniziato a giocare a hockey su prato nella sua città nativa di Trenčianske Teplice. A Praga, dove è andata a studiare, è entrata a far parte della potente squadra locale dello Slavia. Ha tre figli: Jakub (ex calciatore, ora arbitro internazionale di hockey su prato che ha partecipato alle Olimpiadi di Tokyo 2020), le gemelle Tereza e Adéla, entrambe giocatrice di hockey su prato dello Slavia Praga.

## Carriera

### Nazionale
Conosciuta anche come "Ajka", all'età di 20 anni è entrata a far parte della nazionale cecoslovacca, che per la prima volta nella storia è arrivata ai Campionato mondiale di hockey su prato del 1978 a Madrid, dove, superando la qualificazione come vincitrice del suo gruppo, si è piazzata al 9º posto.
Con lo Slavia Praga ha vinto per cinque volte il titolo di campionessa della Cecoslovacchia, essendo dichiarata per due volte migliore giocatrice della Cecoslovacchia tra gli anni 1985-1989. Il suo più grande successo, tuttavia rimane la medaglia d'argento alle Olimpiadi estive di Mosca 1980 Nel torneo, la nazionale allenata da Pavel Rosa ed Eva Maříková, è stata sconfitta dalla squadra ospite. Nella partita successiva, la squadra non è riuscita a mantenere il vantaggio di 2:0 contro lo Zimbabwe, finendo la partita in pareggio. Con un gol e un passaggio a Ida Hubáčková, Kyselicová ha portato la squadra alla vittoria per 2:1 sull'India, la favorita. Sconfiggendo successivamente l'Austria e la Polonia, la Cecoslovacchia è arrivata in finale al secondo posto, dietro lo Zimbabwe. La partecipazione della Cecoslovacchia alle Olimpiadi di quell'anno è stata il risultato della situazione politica nel mondo, quando squadre già qualificate di alcuni paesi occidentali avevano boicottato l'evento. Di conseguenza, in base alla classifica, altri paesi che ne avevano diritto hanno avuto l'opportunità di partecipare.
Al Torneo delle quattro nazioni (Francia, Germania, Cecoslovacchia, Spagna) di Lilla nel 1982, la squadra ha concluso al 2º posto, dietro alla Germania, campione del mondo in carica.

### Allenatrice
Insegna educazione fisica e civica alla Jarov Secondary School. Inoltre allena le squadre giovanile di hockey su prato dello Slavia Praga, bambine e regazze nella categoria U11 e U13, U14 (partecipanti al 4º Torneo internazionale giovanile di hockey a Riva del Garda a maggio 2018), U15 e U16.

## Palmarès

### Campionati nazionali
- Campione della Cecoslovacchia: 1985, 1986, 1987, 1988, 1989

### Olimpiadi
- Argento a Mosca 1980 nell'hockey su prato.